# Plaza San Martín (Lima)
La plaza San Martín es un espacio público ubicado en la cuadra 9 de la avenida Nicolás de Piérola (antigua llamada avenida Colmena) dentro del centro histórico de Lima en Perú. En 1991, la zona fue declarada Patrimonio de la Humanidad por la UNESCO como parte del centro histórico y es considerado uno de los espacios públicos más representativos de la ciudad de Lima.
La plaza se encuentra conectada con la plaza Mayor de Lima por el jirón de la Unión. Su monumento central es un homenaje al libertador José de San Martín, gestor de la independencia del Perú.
Este espacio es tan representativo y simbólico que ha sido utilizado en innumerables ocasiones por la ciudadanía para hacer manifestaciones, como la protesta contra la estatización de la banca liderada por Mario Vargas Llosa contra el gobierno de Alan García en 1987, las protestas del año 2020 que forzaron la renuncia de Manuel Merino a la presidencia de la República, las protestas contra la victoria del presidente Pedro Castillo en el 2021 y concentraciones de diferentes colectivos como Ni una menos, No a Keiko, Con mis hijos no te metas, entre otros. También ganó relevancia como centro de discurso populista por medio de la iniciativa Rímac Llaqta.

## Historia

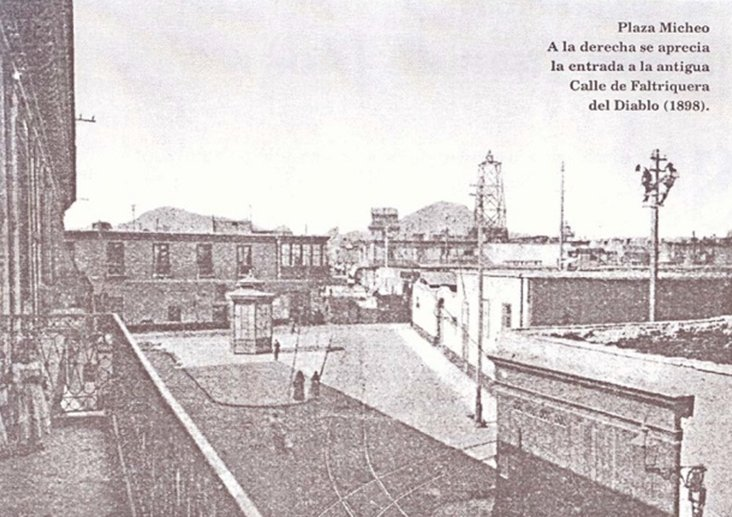
Plazoleta de la Micheo en 1898, sobre la que se construyó posteriormente parte de la Plaza San Martín.

En el emplazamiento de la plaza San Martín se encontraban las pequeñas plazas de la Micheo y de Zela, y la iglesia y Hospital de San Juan de Dios que, entre 1850 y 1860, fue reemplazado por las estaciones ferroviarias de San Juan de Dios y la Encarnación, ocupando la primera la mayor parte del terreno. Estos edificios fueron posteriormente demolidos entre 1911 y 1918. El proyecto para la plaza fue autorizado por la Municipalidad de Lima el 6 de julio de 1917.
Precisamente, en la plazoleta de la Micheo fue asesinado en 1825 el revolucionario rioplatense Bernardo de Monteagudo y casi medio siglo después, frente a la estación de San Juan de Dios, fue también asesinado en 1872 el coronel Silvestre Gutiérrez durante los sucesos de la rebelión de los coroneles Gutiérrez contra el presidente José Balta.
De igual manera, en una casa frente a la plazuela de San Juan De Dios, residieron durante un tiempo el presidente José Rufino Echenique y su esposa Victoria Tristán de Echenique, propietaria de la chacra o huerta que lleva su nombre y que ha perdurado en el distrito de distrito de La Victoria.

### Construcción
La plaza San Martín fue inaugurada el 27 de julio de 1921 por el presidente de la República, Augusto B. Leguía, durante la celebración del centenario de la independencia del Perú.  El trazado, ornamentación, mobiliario y jardinería de la plaza fue diseñado para dicha ocasión por el urbanista español Manuel Piqueras Cotolí. Las bancas (exedras) y balaustradas fueron hechas de mármol y el suelo de granito, también había cuatro fuentes de agua, faroles de bronce y jardines de flores. El espacio de la plaza ocupa un área de 12 300 m².
El monumento al general San Martín en bronce fue elegido en un concurso ganado por el escultor español Mariano Benlliure y representa a San Martín cruzando a caballo los Andes. La plaza fue completada definitivamente con las arquerías neobarrocas de los portales dedicados a los precursores Mateo Pumacahua y de Francisco de Zela, obras de Piqueras Cotolí y modificadas por el arquitecto Rafael Marquina y Bueno.
En el solar donde ahora se encuentra el Gran Hotel Bolívar (inaugurado en 1924 para conmemorar el centenario de la batalla de Ayacucho), se ubicó inicialmente la Carpa Pathe y, más tarde, brevemente, el denominado Palacio Internacional de la Industria, construido en cartón de piedra para el Centenario de la Independencia del Perú en 1921. Este terreno había sido expropiado por la Municipalidad de Lima con la intención de construir el Gran Teatro Nacional, que incluiría una sala de ópera, pero el proyecto nunca se concretó. El hotel Bolívar iba a ser llamado originalmente Ayacucho, en honor al centenario de la batalla, pero debido a que Ayacucho significa "lugar de muertos" en quechua, se cambió el nombre y recibió el apellido del general venezolano Simón Bolívar.
En la esquina del jirón Quilca con la avenida Nicolás de Piérola, donde se encuentra el edificio Giacoletti, construido en 1912, había a principios del siglo XX una pulpería italiana llamada Margherita. Su dueño, Pedro Giacoletti, un italiano que hizo fortuna importando productos de su país, llegó a tener otros cuatro edificios, dos de ellos en el jirón de la Unión.

### Asesinato de Antonio Miró Quesada
El 15 de mayo de 1935, Antonio Miró Quesada de la Guerra, director del diario El Comercio, y su esposa María Laos Argüelles fueron asesinados en la Plaza San Martín por Carlos Steer Lafont, un dirigente de la Federación Aprista Juvenil de 19 años. Miró Quesada salió de las oficinas de El Comercio y se dirigió al Hotel Bolívar, donde estaban alojados, para recoger a su esposa. Ambos iban a pie hacia el Club Nacional para almorzar cuando, a la 1:45 p. m., frente al Teatro Colón, Miró Quesada recibió tres disparos: uno en la espalda, otro en la nuca y el tercero en la base del cráneo. Su esposa intentó defenderlo y enfrentó a Steer con su cartera, pero él le disparó también. Ambos fallecieron instantáneamente.
El asesino intentó escapar por las calles cercanas a la plaza, pero fue rodeado por efectivos policiales y se disparó tres veces en un intento de suicidio. Sin embargo, Steer Lafont sobrevivió y fue llevado al Hospital Arzobispo Loayza, donde rindió declaraciones y se le inició un juicio por el asesinato de los Miró Quesada.
En homenaje a Antonio Miró Quesada y su esposa, la Municipalidad Metropolitana de Lima colocó en 1950 una placa conmemorativa en el lugar de su asesinato que permanece hasta hoy.

### Incendio del edificio Giacoletti
El 27 de octubre de 2018, el edificio Giacoletti fue dañado por un incendio. En el primer nivel del edificio de cinco pisos se encontraba la pollería Roky's, donde se presume que inició el fuego. Además, el edificio era sede de un hostal. El fuego habría iniciado en el ducto de una chimenea y que por ello se expandió rápidamente hacia los pisos superiores.

## Arquitectura
La conformación de la plaza por parte de los edificios que a su alrededor se encuentran fue gradual. Los primeros edificios de la plaza fueron el Teatro Colón y el edificio Giacoletti, construidos ambos en 1914.
El resto de edificios se construyó posteriormente en tres etapas: la primera correspondió al Gran Hotel Bolívar que data de 1924-1925, obra de Rafael Marquina; en la segunda se hicieron los edificios de los portales de Zela (al sur) y Pumacahua (al norte), ambas construcciones casi idénticas y que datan de 1926, y el Club Nacional, edificado en 1929 por Ricardo de Jaxa Malachowski y Enrique Bianchi en estilo académico francés; y en la tercera y última etapa hacia 1930-1945 se consolidaron los frentes de la plaza con la elevación de los edificios Cerro de Pasco Copper Corporation (1930), Fénix (1934), Cine Metro (1936, de José Álvarez Calderón), Sudamérica (1941) y Boza (1941). En el edificio Fénix se ubicó en 1935 el británico Phoenix Club, hasta su posterior mudanza al distrito de San Isidro en 1992.
Como resultado la plaza guarda una unidad por medio de la uniformidad entre sus fachadas, correspondiendo al viejo tipo de plaza barroca que crea un marco arquitectónico coherente en torno al espacio central y su monumento. El estilo final de la mayoría de los edificios que rodean este espacio es neohispano o neocolonial dentro de una composición espacial clásica de raíz hispana y europea.

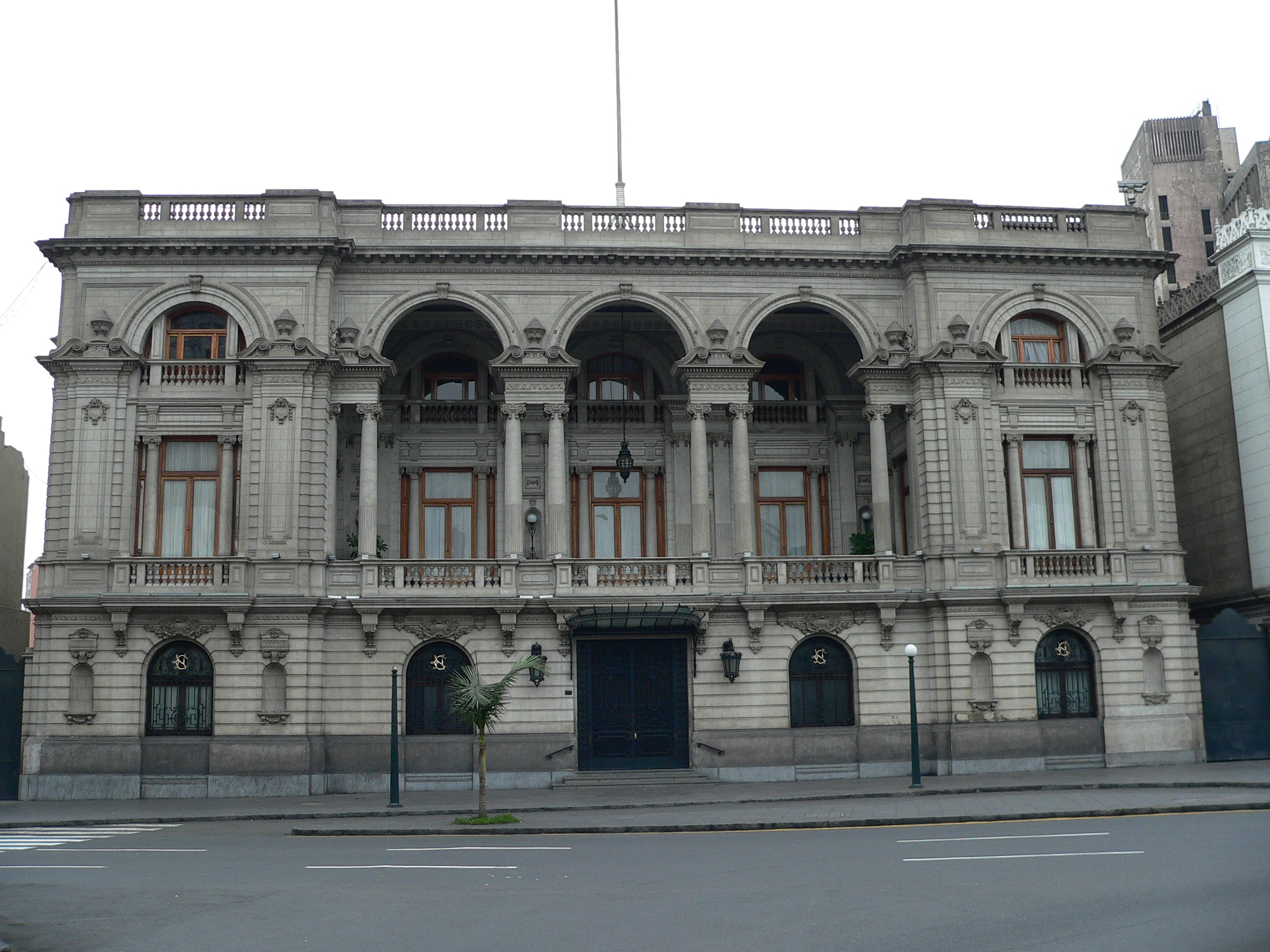
Club Nacional
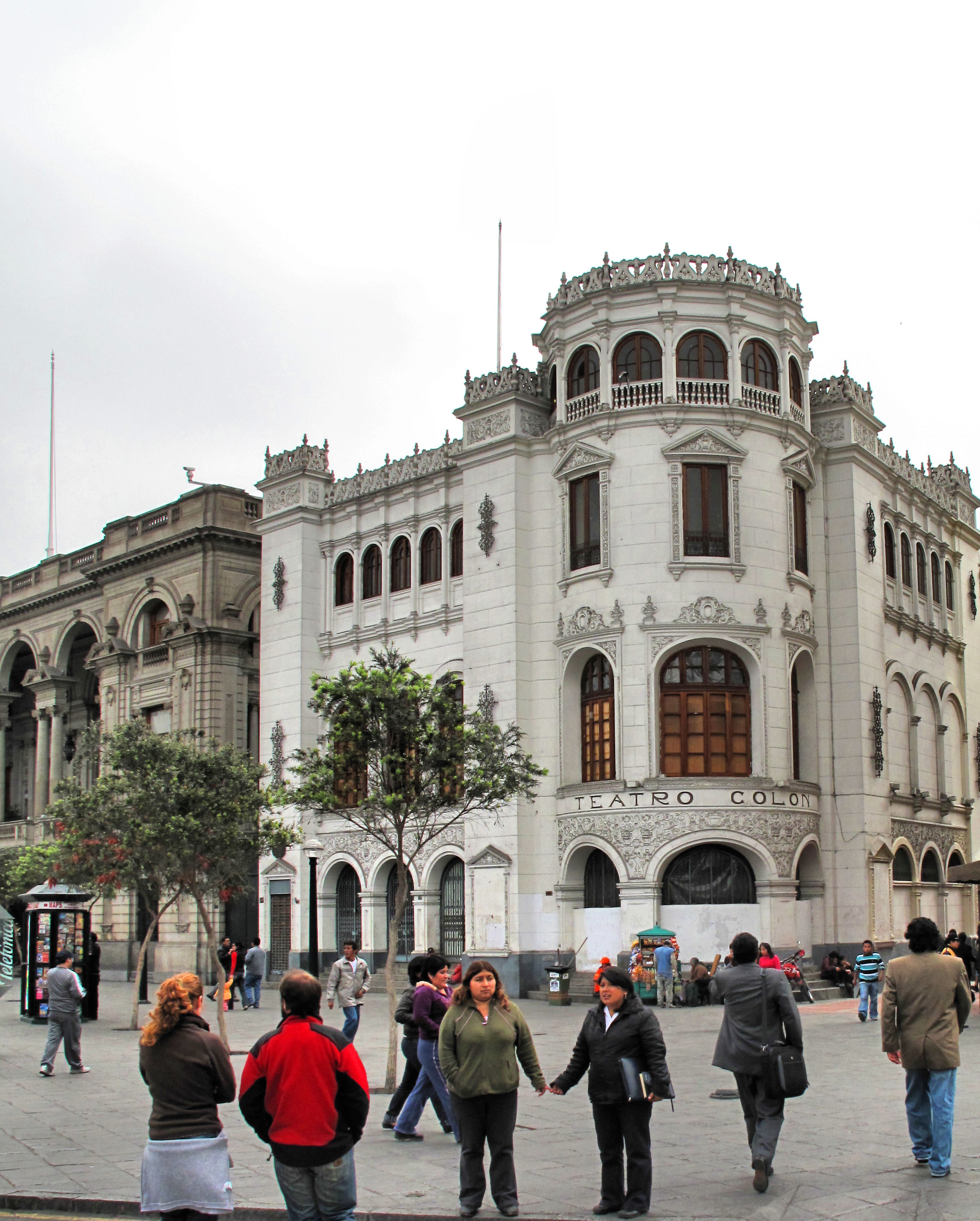
Teatro Colón
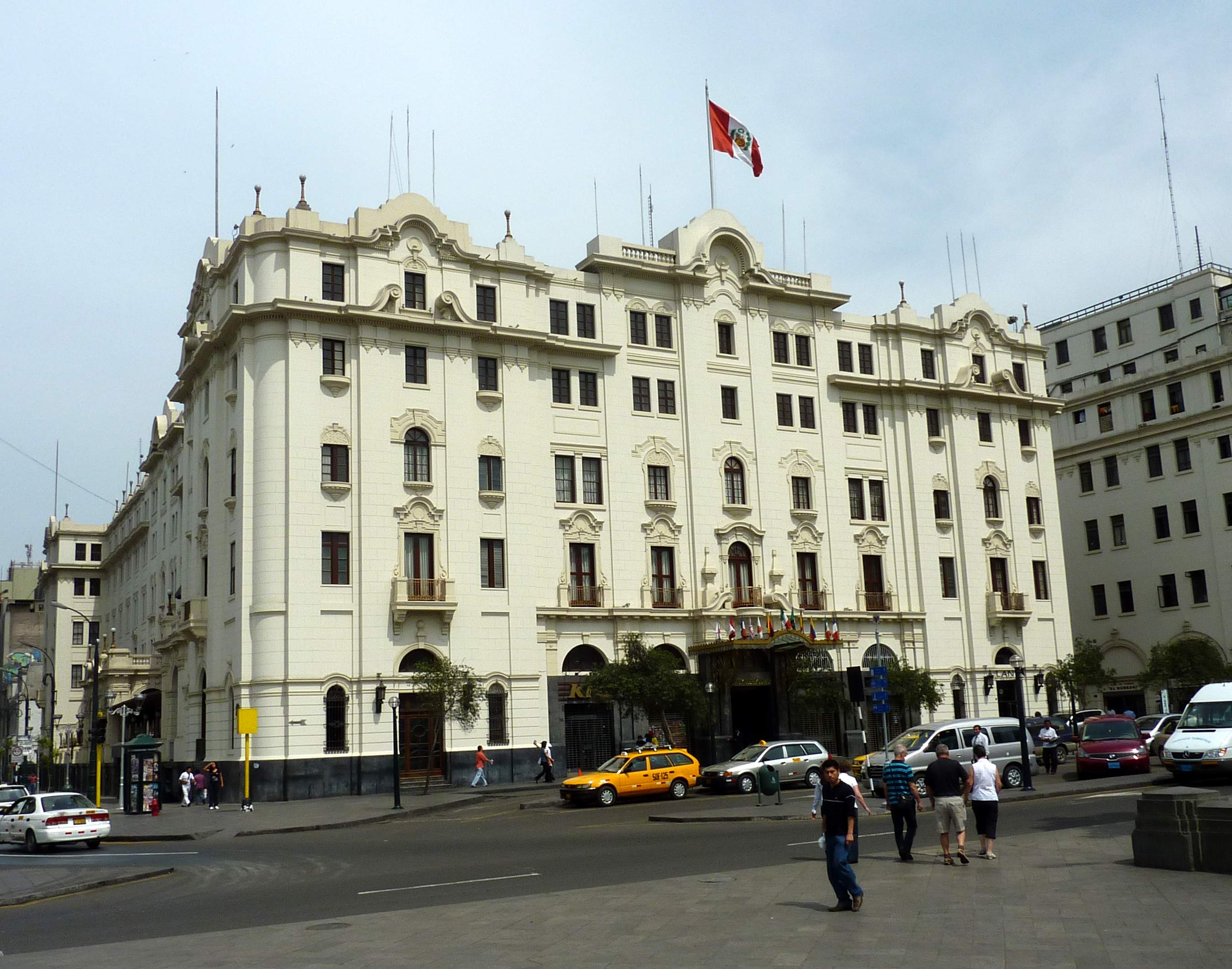
Hotel Bolívar
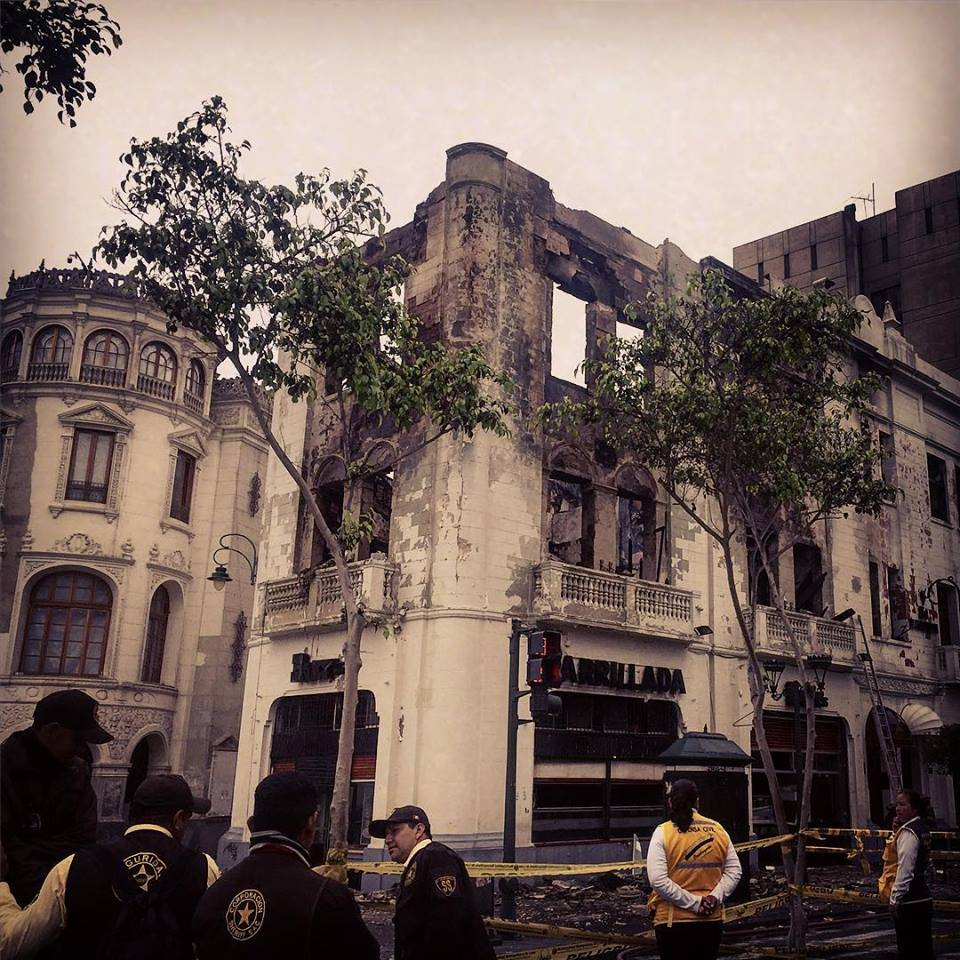
Edificio Giacoletti
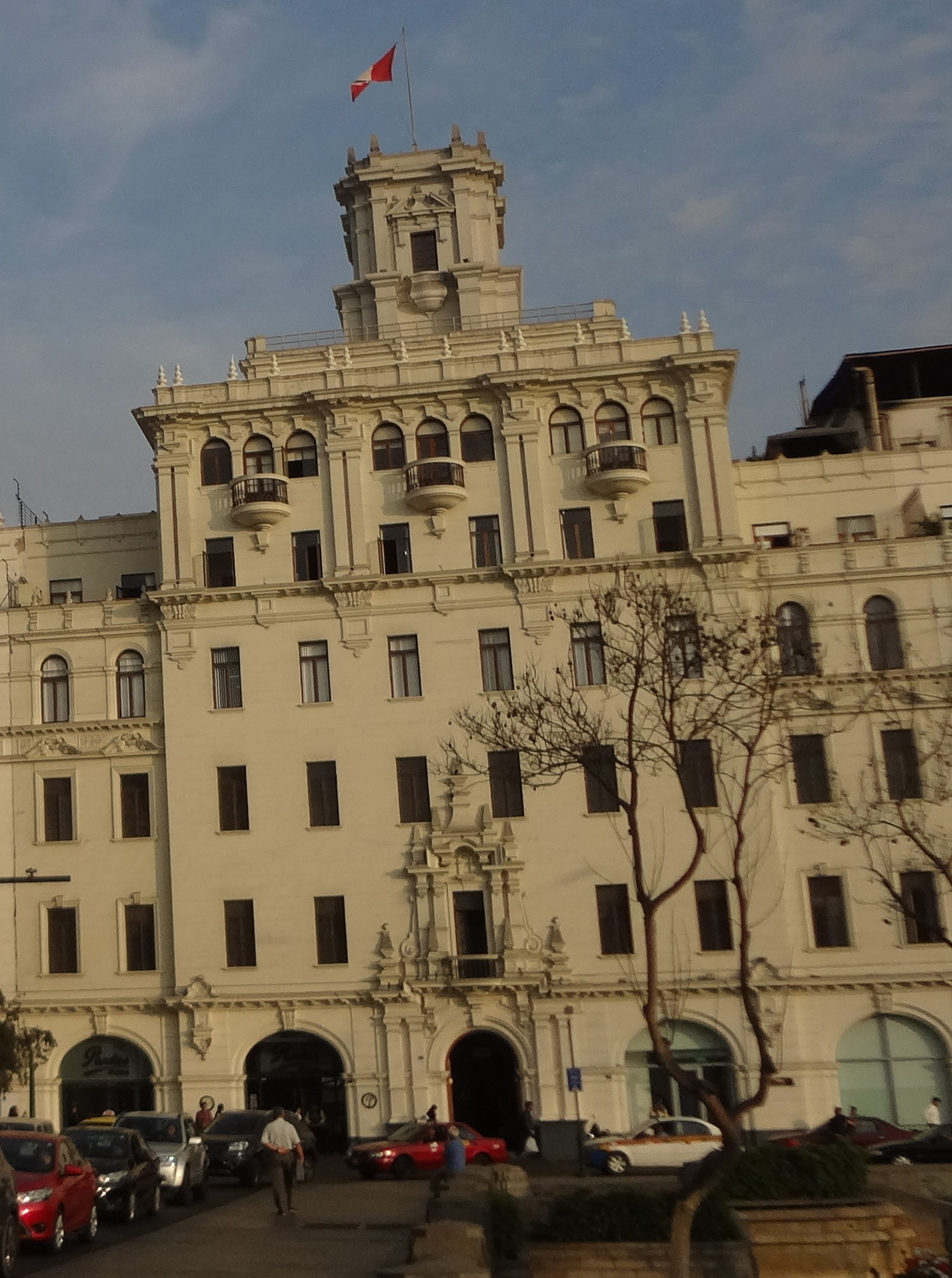
Edificio Boza
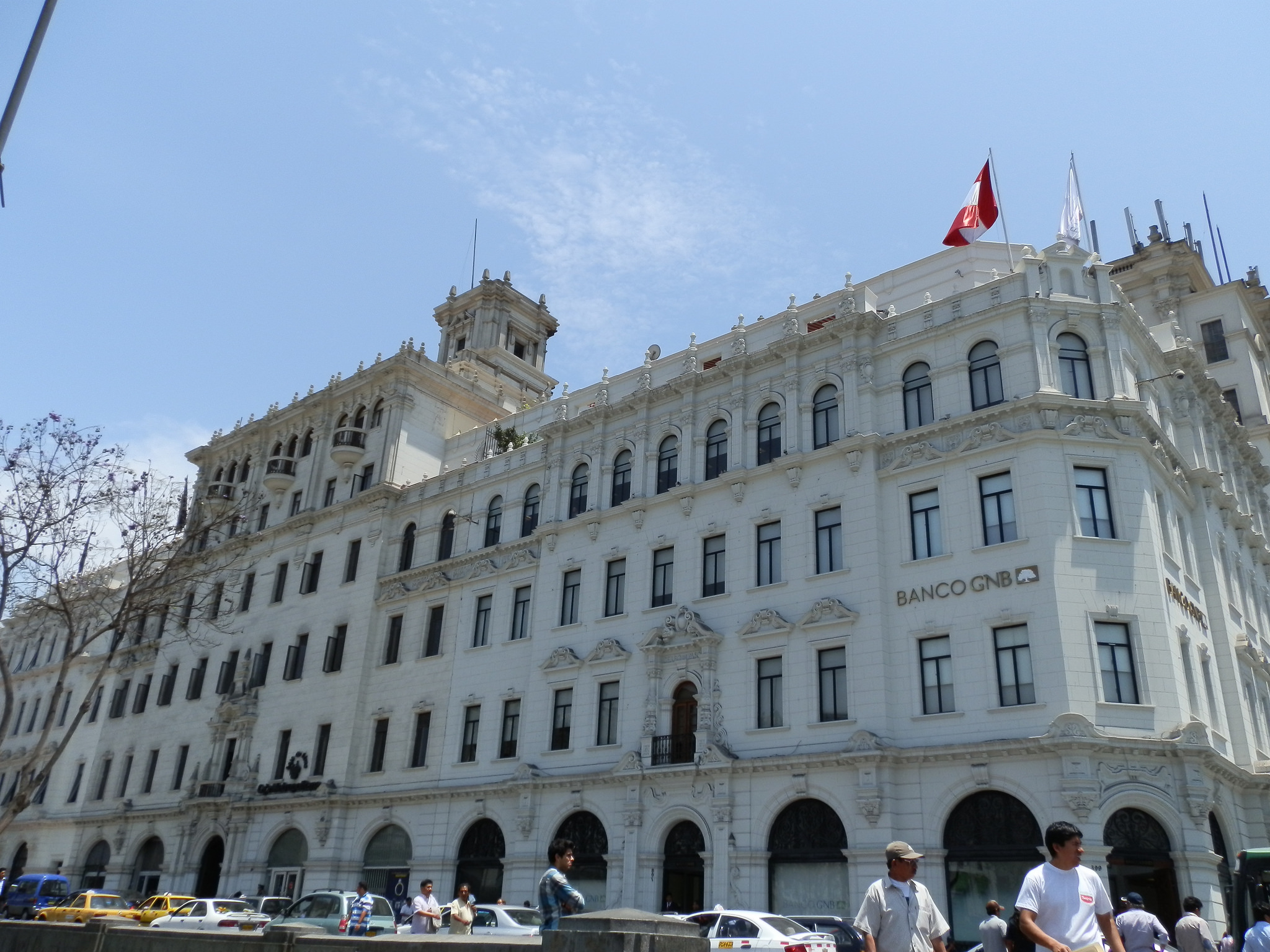
Edificio Cerro de Pasco Copper Corporation
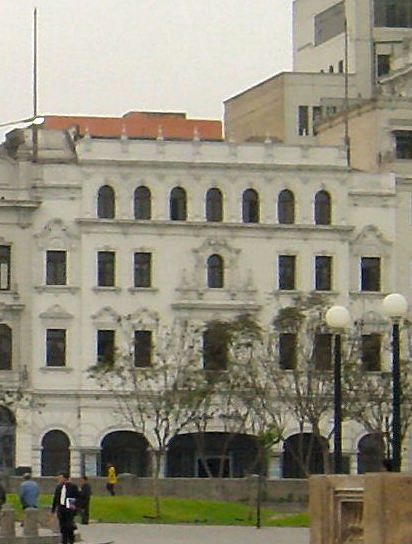
Cine Metro
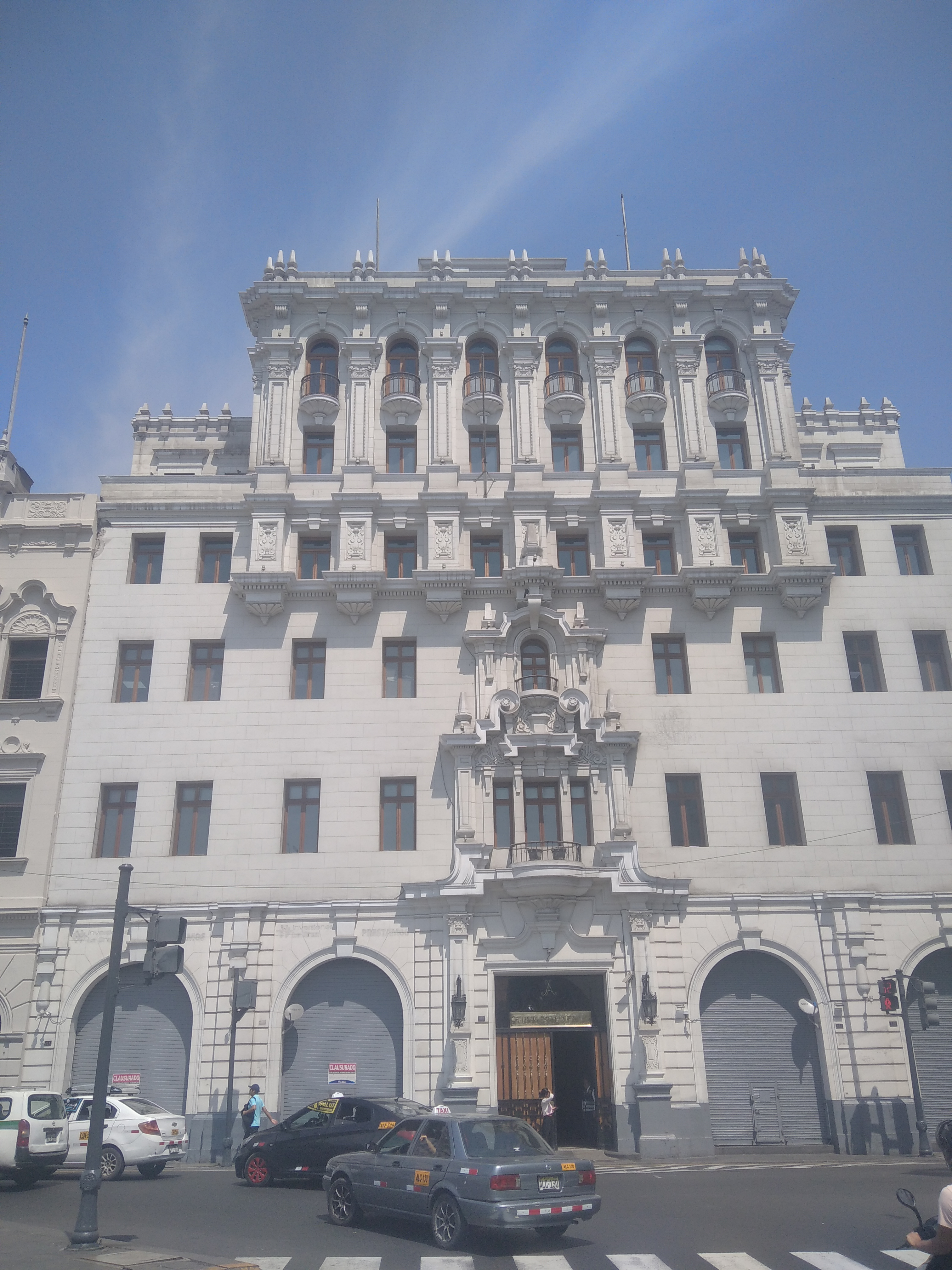
Edificio Sudamérica
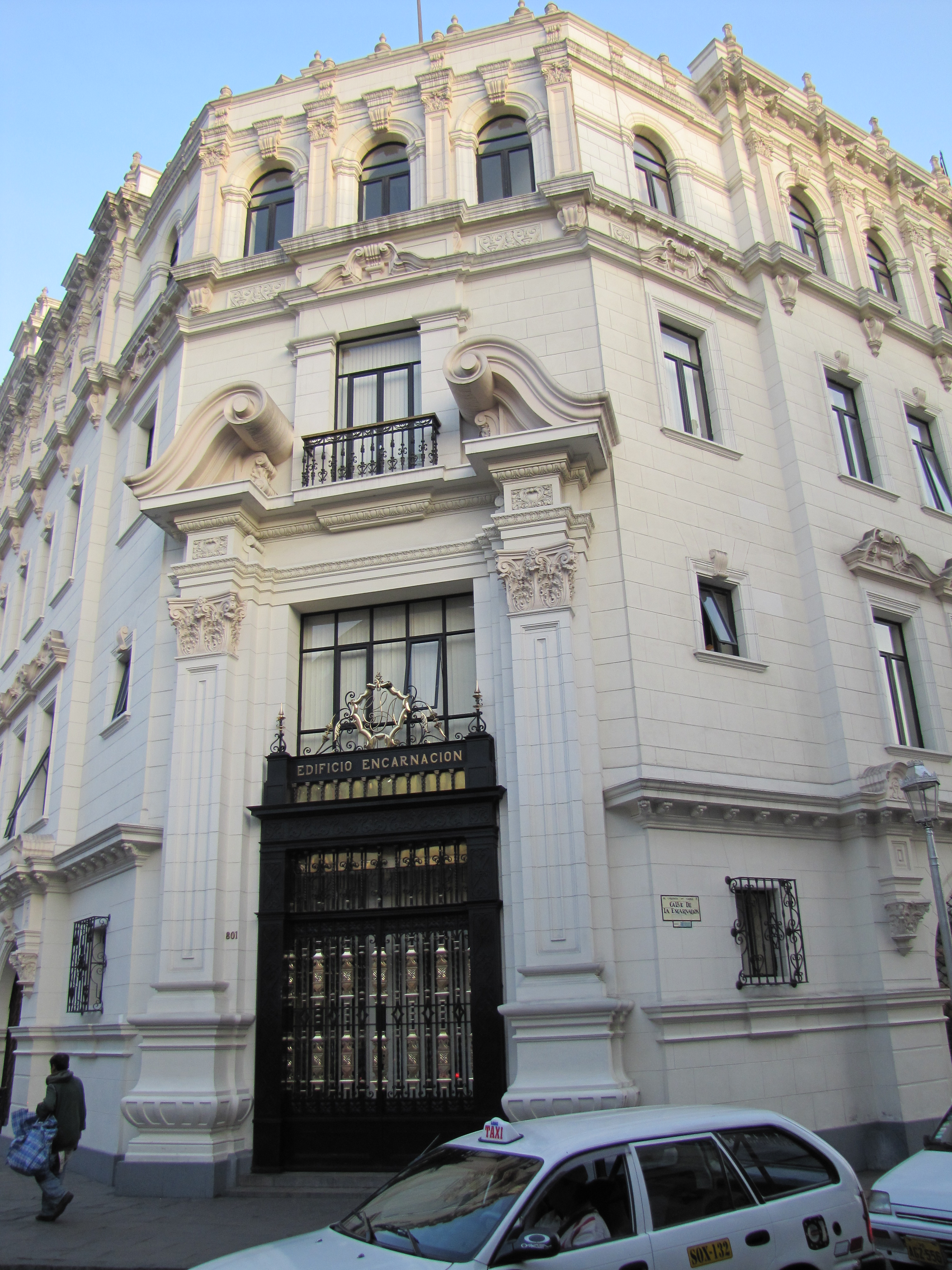
Edificio Encarnación
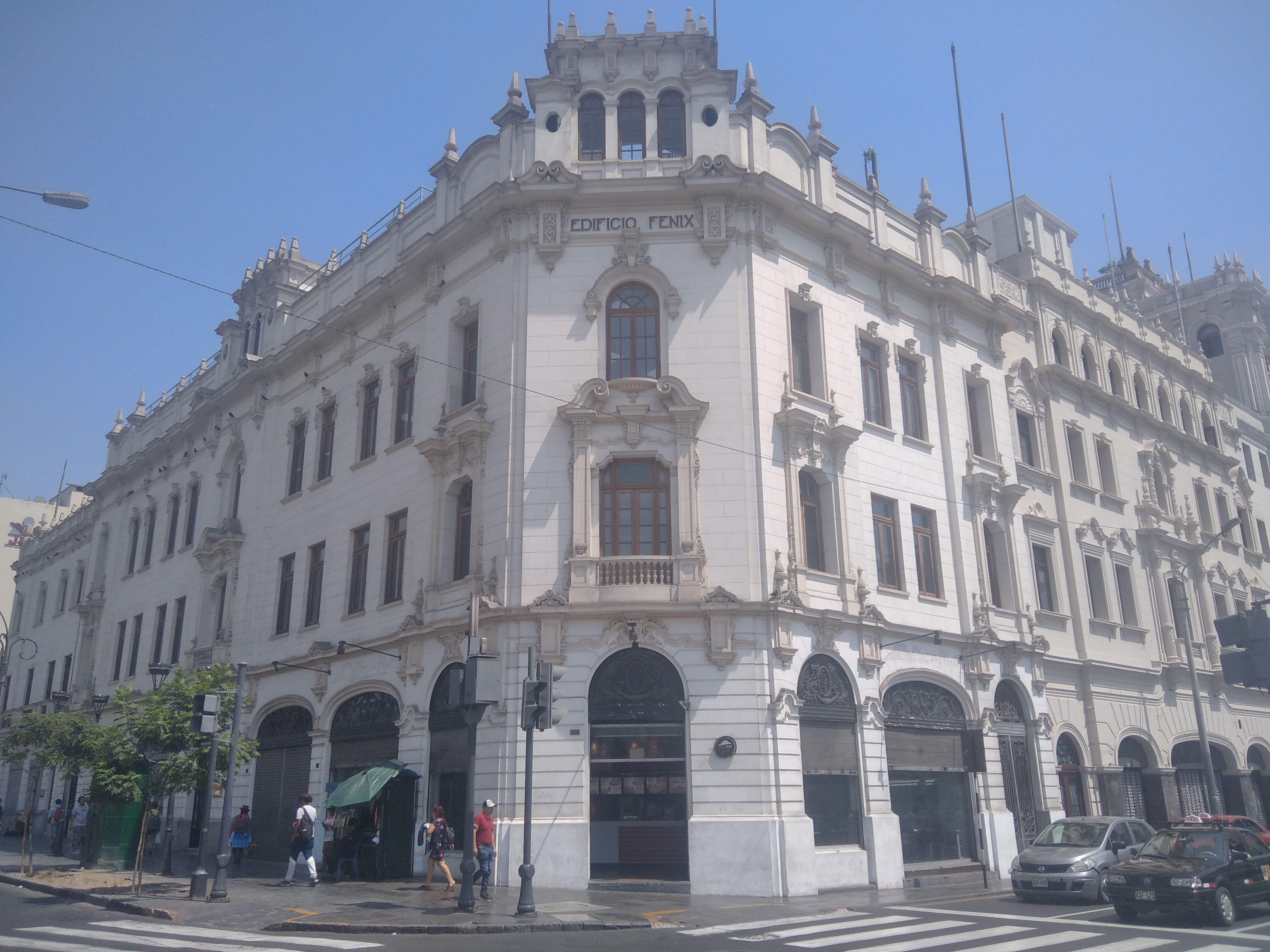
Edificio Fénix
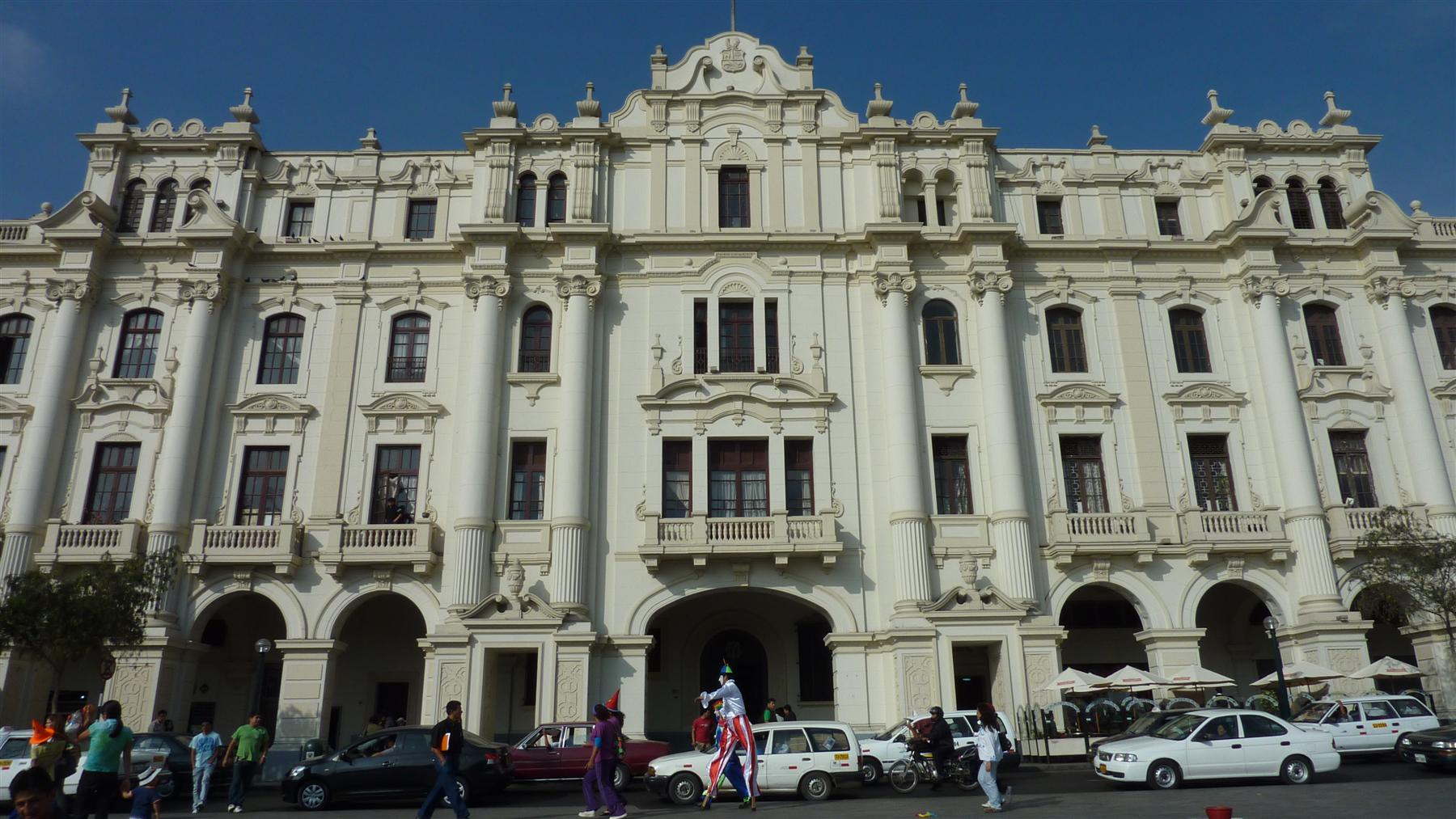
Portal Pumacahua
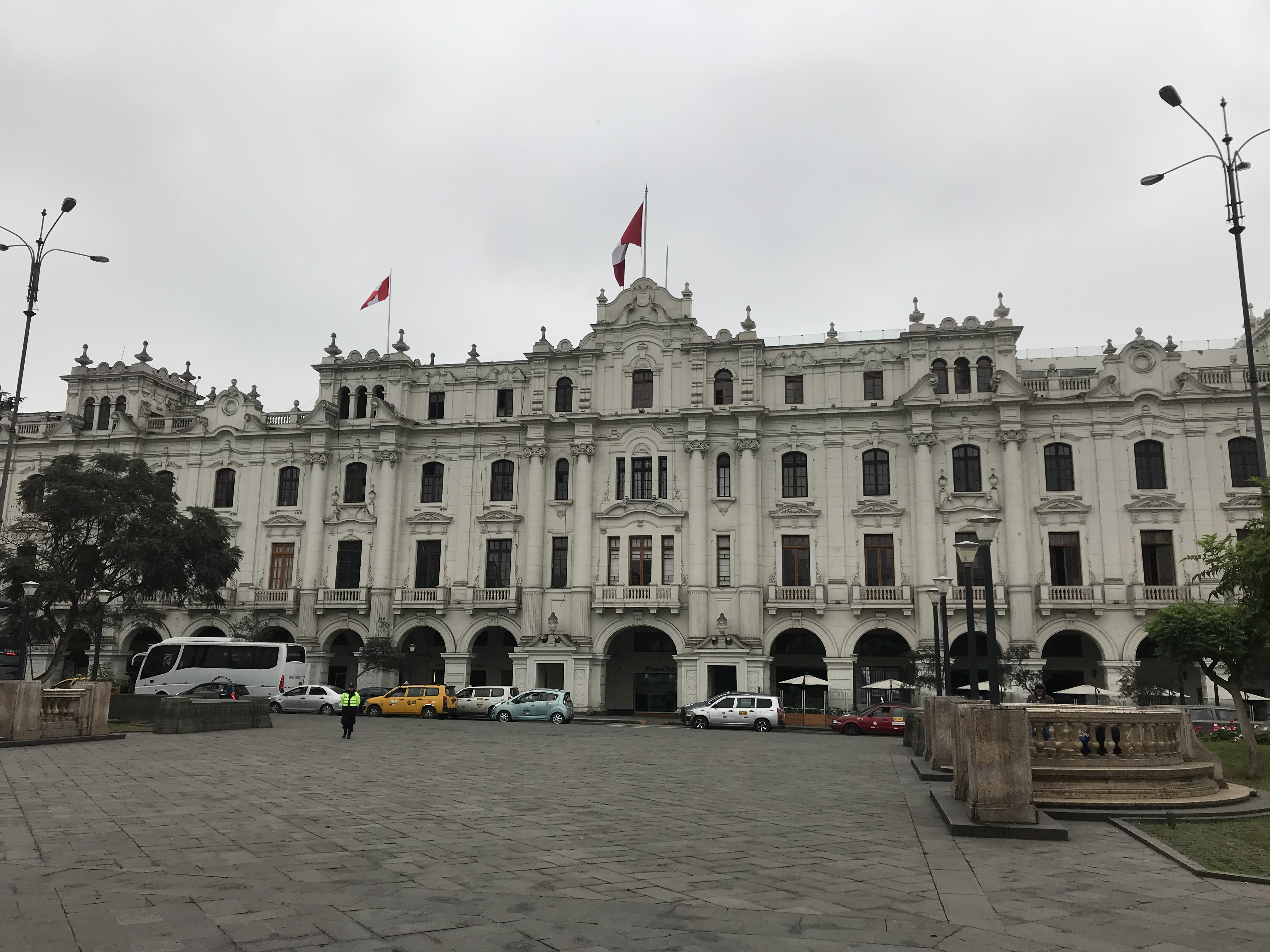
Portal Zela